# Islam in Marokko

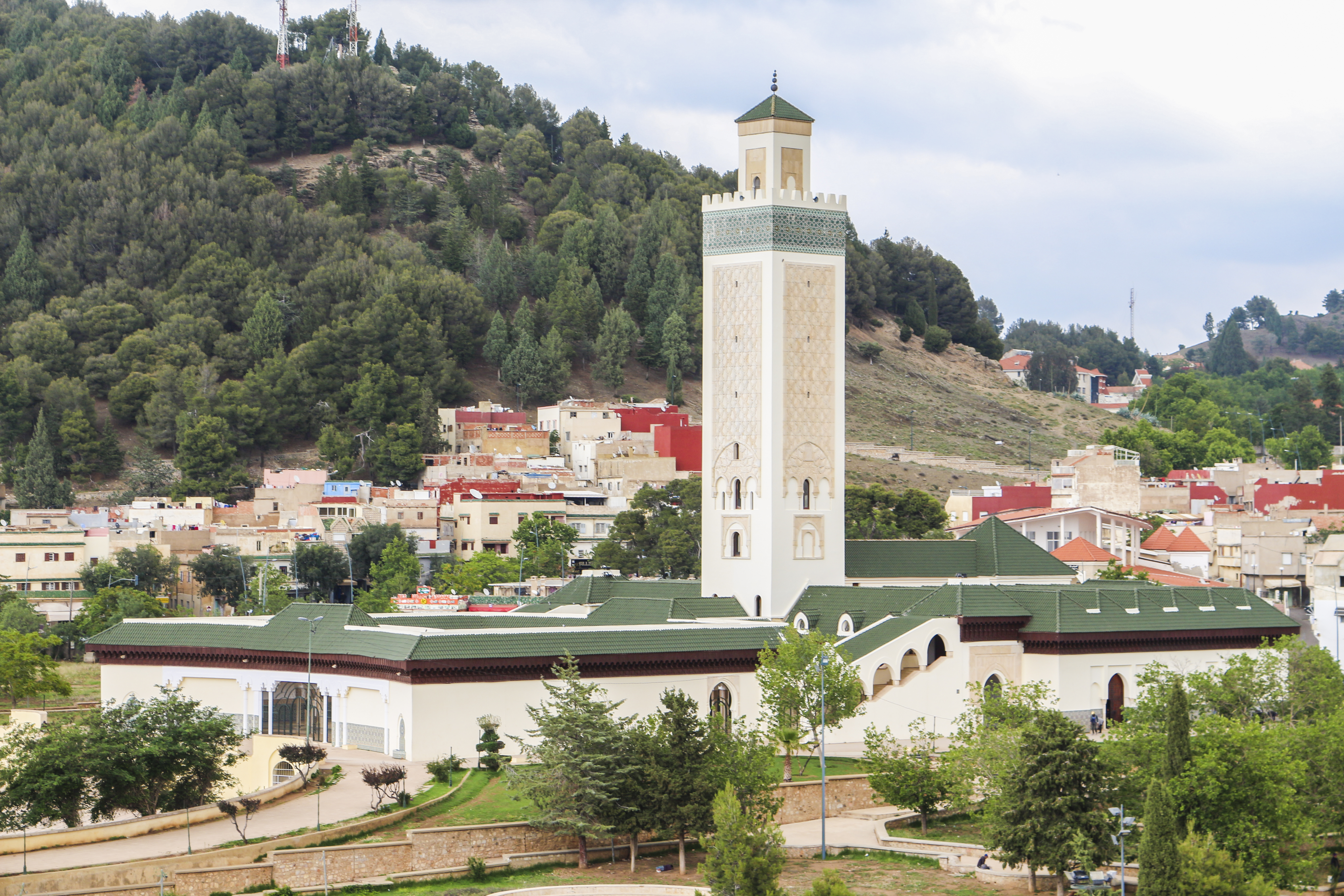
Moskee in Azrou in het noorden van Marokko.

De islam in Marokko is de grootste religie en vertegenwoordigt ongeveer 99% van de bevolking. Het is de staatsreligie van Marokko. Blasfemie tegen de islam is een strafbaar feit.
De islam werd voor het eerst in 680 naar Marokko gebracht door de Arabische Omajjaden onder leiding van Uqba ibn Nafi. Hij reed op zijn paard de Atlantische Oceaan in en zei dat dat het enige was dat hem ervan weerhield om meer te veroveren. Hij noemde Marokko Al-Magreb al-Aqsa (wat het meest westelijke punt betekent). Vanaf 788 werd de dynastie van de Idrissiden opgericht, de eerste in een reeks dynastieën die Marokko tot op heden regeren.
De meeste Marokkaanse moslims zijn soennieten die de Malkitische rechtsschool volgen. Een kleine minderheid hangt het soefisme aan.